# Vasco Martins de Resende
Vasco Martins de Resende (c. entre 1300 e 1320 - 1380) foi um nobre medieval do Reino de Portugal e detentor do senhorio da Terra de Resende, vila portuguesa no Distrito de Viseu, Região do Norte e sub-região do Tâmega. 

## Biografia
Exerceu o cargo de regedor da justiça Real na comarca de Entre Douro e Minho. 
Ficou conhecido também pela sua atividade de trovador, principalmente durante a primeira metade do século XIV, numa altura em que se pode dizer que era a fase final da poesia galego-portuguesa. 
Vasco Martins recebeu a honra de Resende, localidade da bacia do Douro, por herança. Era este o local de onde a sua família materna era originária. 
Pertenceu ao conselho do rei D. Afonso IV de Portugal a quando da sua presença na corte régia na segunda década do século XIV. Parece ter tomado o partido do rei D. Dinis I de Portugal na guerra civil, que culminou na Batalha de Alvalade, entre este e o seu filho, o futuro rei D. Afonso IV de Portugal (r. 1319–1324), visto ter sido um dos dois juízes indicados pela pessoa do rei para fazer cumprir as tréguas finais acordadas entre os dois campos em conflito. 
Finalmente, quando D. Afonso IV sobe ao trono, Vasco Martins, mantem-se, na corte, encontrando-se entre os vários nobres portugueses que viriam a servir de reféns a quando do tratado de paz assinado em 1327, da parte do Reino de Portugal pelo rei D. Afonso IV e da parte do Reino de Castela por D. Afonso XI de Castela.

## Relações familiares
Foi filho de Martim Vasques Pimentel e de Constança Martins de Resende.
Casou três vezes, primeiro casamento foi com Teresa Rodrigues Ribeiro, o segundo com Guiomar Martins de Avô, e finalmente (antes de 1329) com Mecia Vasques de Azevedo. 
Do seu casamento com Mécia Vasques de Azevedo, filha de Vasco Pais de Azevedo e de Maria Rodrigues de Vasconcelos, de quem teve:
1. Maria Vasques de Resende que casou com Fernão Anes de Portocarreiro (? - 1274), Deão de Braga;
2. Teresa Vasques de Resende, casada com Gil Martins de Ataíde (cerca de 1325 -?).  [2] [3]